# Eric Hufschmid
Eric Hufschmid is een Amerikaanse onderzoeker bekend van het in 2002 verschenen boek Painful Questions: An Analysis of the September 11th Attack, over de aanslagen op 11 september 2001.
Van beroep softwareschrijver, raakte Hufschmid geïntrigeerd door verhalen op het internet die twijfel uitten over de officiële lezing van de gebeurtenissen op 11 september 2001.
Ook de definitie van de vernietiging van drie (van in totaal 7 beschadigde) WTC-gebouwen, te weten toren 1,2 en gebouw 7 als instortingen valt onder deze twijfel.
Hufschmid concludeert op basis van zijn observaties, logica en speculaties dat deze drie gebouwen zijn vernietigd met explosieven en dat Al Qaida niet in staat zou zijn geweest deze misdaad te plegen en deze dus ook niet heeft begaan.
Naast het boek heeft Hufschmid een website uitgebracht waarin hij de voortzetting van zijn onderzoek presenteert. Als schuldige aan de misdaad van elf september en een lange reeks van andere misdaden wijst hij op de eerste plaats zionisten aan. Hier vallen zowel (etnisch)Joodse, atheïstische als christelijke zionisten onder. De niet-Joodse zionisten, niet zionistische Joden en niet-Joden zijn volgens Hufschmid "useful idiots" die dankzij onwetendheid, manipulatie, omkoping, afpersing of bedreiging meewerken, in ieder geval niet tegenwerken, zonder uiteindelijk te profiteren.